# La mano del malato povero
La mano del malato povero è una novella di Luigi Pirandello.

## Trama
La novella è divisa in cinque parti. 
Le prime due parti sono introduttive: il narratore, anch'egli malato nel momento in cui sta raccontando, spiega come l'ospedale non sia affatto una novità per lui. Anzi, dice anche che i dottori erano soliti definirlo un malato intelligente, colui che, comprendendo quali fossero i suoi mali, non esitava a obbedire alle varie prescrizioni da parte loro. Eppure il narratore, contrariamente a quanto si potrebbe ritenere, ha totale sfiducia nella scienza medica e rivendica l'importanza di compiere, almeno una volta nella vita, un gesto folle, fuori dall'ordinario.
La terza parte funge da prologo alla vicenda che il narratore vuole raccontare.
Le ultime due parti sono occupate dall'"indagine". Dalla mano scarna intuisce la povertà del malato. Dall'abitudine del pollice di opporsi e fare pressione sull'indice ne intuisce il mestiere: un sarto. A queste informazioni si aggiunge la possibilità che il malato sia un padre: dalla frequente abitudine di accarezzarsi il ginocchio si capisce che doveva avere un figlio a cui voleva molto bene. Le conclusioni del narratore non potevano essere del tutto sbagliate: il giorno dopo aver celebrato le nozze in ospedale, infatti, il malato era stato portato via.
L'anello che gli era stato messo al dito avrebbe dato una speranza al figlio che amava. L'anello, però, non sta a indicare la speranza in un futuro felice, bensì rappresenta la morte e si rivela un elemento negativo. Il giorno successivo il narratore vede solo un lenzuolo che copre il letto del deceduto, su cui aleggiano alcune mosche, simbolo di morte.

## Analisi
La mano che compare nel titolo di questa metanovella, simboleggia il particolare che, separato dal resto del corpo, diviene oggetto d'analisi e unico strumento a disposizione del narratore per ricostruire in modo soggettivo le vicende umane e sociali del malato ricoverato accanto a lui.
È una sorta di indagine, in cui il narratore, come un detective, accatastando indizi su indizi, riesce a delineare una storia verosimile.
Le prime due delle cinque parti del racconto, in particolare, hanno le caratteristiche tipiche del genere metanovella.

## Cronistoria
- "Il Giornale di Sicilia" 21-22 febbraio 1915,
- pubblicata in E domani, lunedì, Treves, Milano 1917
- dodicesimo volume  Il Viaggio, Bemporad, Firenze 1928[1]

## Edizioni
- Luigi Pirandello, Novelle per un anno, Prefazione di Corrado Alvaro, Mondadori 1956-1987, 2 volumi. 0001690-7
- Luigi Pirandello, Novelle per un anno, a cura di Mario Costanzo, Prefazione di Giovanni Macchia, I Meridiani, 2 volumi, Arnoldo Mondadori, Milano 1987 EAN: 9788804211921
- Luigi Pirandello, Tutte le novelle, a cura di Lucio Lugnani, Classici Moderni BUR, Milano 2007, 3 volumi.
- Luigi Pirandello, Novelle per un anno, a cura di S. Campailla, Newton Compton, Grandi tascabili economici.I mammut, Roma 2011 Isbn 9788854136601
- Luigi Pirandello, Novelle per un anno, a cura di Pietro Gibellini, Giunti, Firenze 1994, voll. 3.